# Ньярдвік
Ньярдвік (ісл. Njarðvík) — місто Ісландії.

## Географія
Розташоване у південно-західній частині Ісландії. Входить до муніципалітету Рейк'янесбаїр. 
Поселення розташоване на березі Атлантичного океану і є риболовецьким портом.
Ньярдвік поділяється на Іннрі-Ньярдвік (Внутрішній Ньярдвік) та Ітрі-Ньярдвік (Зовнішній Ньярдвік).

## Клімат
| Кліматограма Ньярдвіка | Кліматограма Ньярдвіка | Кліматограма Ньярдвіка | Кліматограма Ньярдвіка | Кліматограма Ньярдвіка | Кліматограма Ньярдвіка | Кліматограма Ньярдвіка | Кліматограма Ньярдвіка | Кліматограма Ньярдвіка | Кліматограма Ньярдвіка | Кліматограма Ньярдвіка | Кліматограма Ньярдвіка |
| --- | ---------------------- | ---------------------- | ---------------------- | ---------------------- | ---------------------- | ---------------------- | ---------------------- | ---------------------- | ---------------------- | ---------------------- | ---------------------- |
| С | Л                      | Б                      | К                      | Т                      | Ч                      | Л                      | С                      | В                      | Ж                      | Л                      | Г                      |
| 133 3 0 | 130 3 −1               | 123 3 0                | 100 6 2                | 88 8 4                 | 74 11 8                | 85 13 9                | 105 13 9               | 142 10 7               | 127 7 4                | 132 4 2                | 138 3 0                |
| Середня макс. і мін. температури повітря (°C) Атмосферні опади (мм), за рік : 1377 мм. Джерело: «Climate-Data.org» (англ.) |                        |                        |                        |                        |                        |                        |                        |                        |                        |                        |                        |

## Економіка

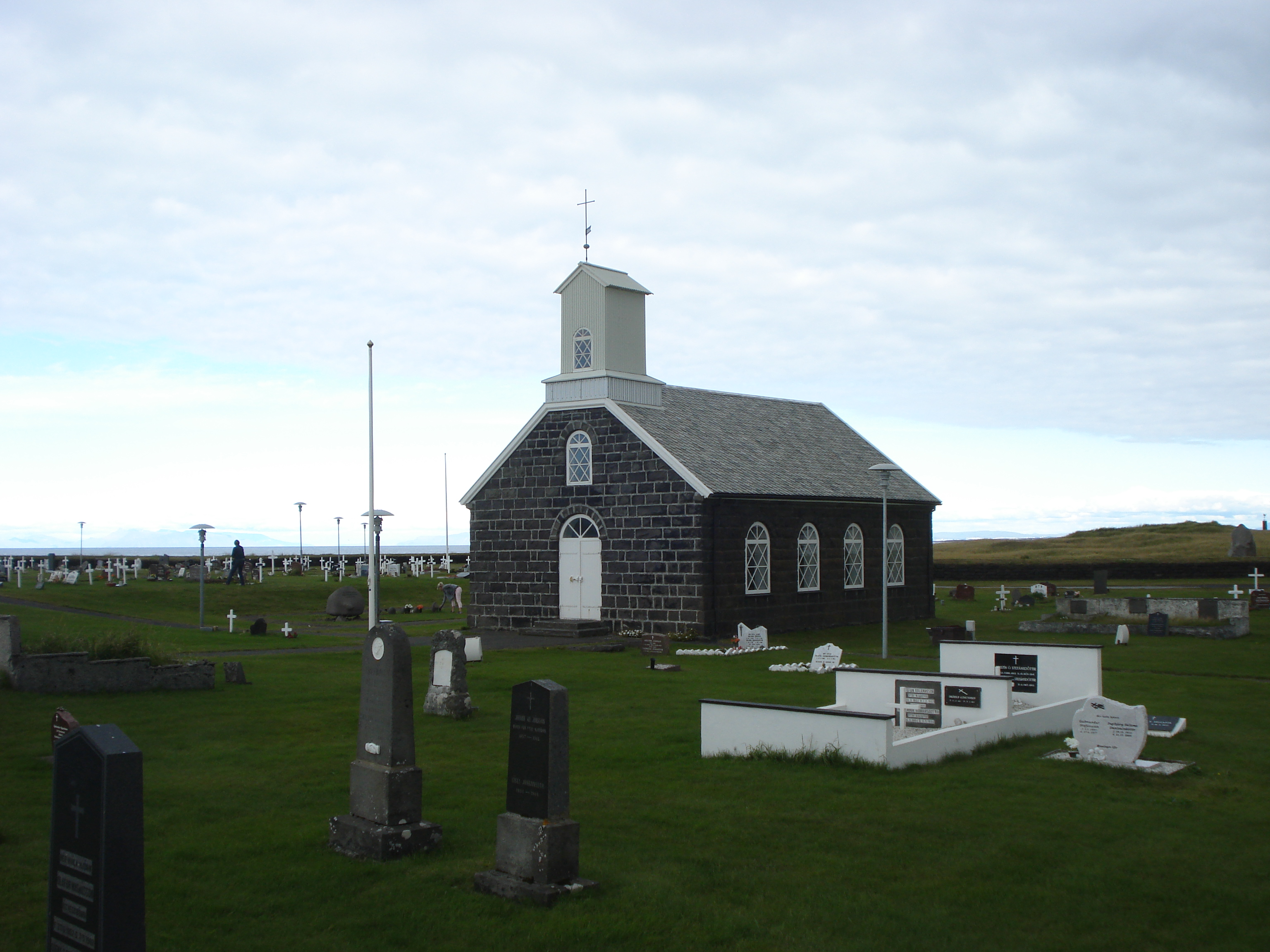

У місті розташовуються рибопереробні підприємства. 

## Пам'ятки
У Внутрішньому Ньярдвіку збереглася кам'яна церква 1886 року.